# Nachal Gula
Nachal Gula (hebrejsky: נחל גלה) je krátké vádí v Horní Galileji, v severním Izraeli.
Začíná v zalesněné a mírně zvlněné krajině poblíž vesnice Neve Ziv. Směřuje pak k jihozápadu, přičemž z jihu míjí pahorek Giv'at Ša'al a ze severu Giv'at ha-Mešurjan. Pak vstupuje u obce Kabri do zemědělsky využívané izraelské pobřežní planiny, ve které se vytrácí.